# 認定臨床微生物検査技師
認定臨床微生物検査技師（にんていりんしょうびせいぶつけんさぎし、英: Certified Medical Technologist in Clinical Microbiology　略称：CMTCM）とは、認定臨床微生物検査技師制度協議会（7団体：日本臨床微生物学会、日本臨床衛生技師会、日本臨床検査医学会、日本臨床検査同学院、日本感染症学会、日本環境感染学会、日本化学療法学会）の審査により付与される認定資格である。

## 目的
この制度は臨床微生物学と感染症検査法の進歩に呼応して、これらに関連する臨床検査の健全な発展普及を促し、有能な認定臨床微生物検査技師の養成を図り、より良質な医療を国民に提供することを目的としている。

## 申請資格
1. 日本国の臨床検査技師免許証を有し、臨床検査技師として相応しい人格および臨床検査全般にわたる広い識見を備えていること。
2. 臨床微生物学検査（感染症検査）に関する基本的な技術を有すること。
3. 認定研修施設において、協議会で定めた教育目標を遵守した研修を5年以上の期間にわたって行こなっていること。但し、認定研修施設に勤務していない申請者は別途考慮する。
*認定研修施設は平成16年1月から認定が開始され、過渡的に過去に遡り5年以上微生物検査業務に従事している場合に認める（研修施設の認定臨床微生物検査技師の証明が必要）。
また、認定研修施設に勤務していない申請者は、指定講習会の受講をもってこれに替える。
4. 臨床微生物学に関する筆頭者としての学会発表が3回以上（異なる演題、内容）、および論文発表（筆頭者）が1編以上あること。論文は試験日までに発行されなくとも、採択（accept）された証明があれば認める。採択の証明は、雑誌によって異なるので形式は問わず、Eメールによる通知も認める。

なお、学会、雑誌に関しては施行細則に定める。

## 審査方法
1. 申請書類の受験資格審査
2. 筆記試験（英文和訳含む）および実技試験